# Руський блок
Партія «Руський блок» (рос. Русский блок) — проросійська політична партія, що діяла в Україні протягом 2002—2013 років. Останнім головою партії був Геннадій Басов. 2013 року була ліквідована шляхом саморозпуску, а 2014-го — заборонена судом.

## Підтримка
На парламентських виборах 2012 року за «Руський блок» проголосували 0,31 % виборців України. Найвищою підтримка партії була в Севастополі, де за партію проголосували 5,48 % виборців.

## Ідеологія партії

### Проросійська ідеологія партії
«Руський Блок» виступав за:
- «громадянський мир, взаєморозуміння між усіма мешканцями України, народами і, насамперед, між двома її найбільшими державоутворюючими народами — українським і російським»;
- відмова від націоналістичної ідеології в державному будівництві;
- надання державного статусу російській мові нарівні з українською;
- підтримку канонічного православ'я;
- активну інтеграцію України з Росією і Білоруссю і входження на цій основі в європейські структури;
- законодавчо й фінансово підкріплену реалізацію прав молоді на навчання, роботу, створення сім'ї; працездатного населення — на роботу і гідну зарплату; ветеранів, пенсіонерів та інвалідів — на забезпечене життя.

Станом на 2013 рік «Руський блок» була однією з 14 найбільших проросійських партій України.

## Ліквідація партії
Рішенням XI з'їзду партії «Руський блок» діяльність партії припинено шляхом саморозпуску. Крім того, припинено діяльність усіх територіальних, місцевих та первинних організацій партії. Причини такого рішення викладені в підсумковій заяві з'їзду «Про завершення діяльності Партії „Руський блок“». Делегати з'їзду обрали ліквідаційну комісію, яка мала провести усі необхідні для ліквідації партії процедури. Печатки і документи партії передані ліквідаційній комісії.